# Oriol Riera i Magem
Oriol Riera i Magem (Vic, Catalunya, 3 de juliol de 1986) és un exfutbolista professional català. Es va formar a les categories inferiors del FC Barcelona, i ocupava la posició de davanter centre. Va ser internacional amb la selecció catalana. Posteriorment ha fet d'entrenador de futbol.

## Trajectòria
Va començar la seua trajectòria a la seua ciutat natal, amb l'EF Osona i la UE Vic. Després va fer el salt al RCD Espanyol, malgrat tot, dos anys i mig després, en categoria infantil, va tornar a la seua ciutat natal, de nou a la UE Vic.

### FC Barcelona
Tres mesos després d'haver abandonat la disciplina blanc-i-blava va fitxar pel FC Barcelona. Va continuar creixent en les categories inferiors de l'equip blaugrana fins a arribar a debutar amb el primer equip quan només tenia disset anys. Va ser el 17 de desembre del 2003, de la mà de Frank Rijkaard en un partit de la Copa del Rei contra el Ciudad de Murcia. Va entrar al terreny de joc al minut setanta-set substituint Javier Saviola. Tres anys més tard, i veient la poca progressió que li quedava a can Barça va decidir abandonar l'equip.

### Cultural Leonesa
Així, l'estiu del 2006 arriba a Lleó. Equip de la Segona divisió B amb qui comença a fer-se un lloc. De fet, amb la cultu juga 66 partits de lliga i marca 14 gols.

### Celta de Vigo
Després de dos anys a la Cultural Leonesa, fitxa pel Celta de Vigo. Comença jugant amb l'equip filial, on juga 64 partits i marca 22 gols, aquestes bones xifres li valen el debut amb el primer equip. El 16 de gener del 2010 debuta a Segona Divisió contra la Reial Societat, va entrar al camp al minut 84 substituint a Cristian Bustos. Aquella temporada jugaria quatre partits més a Segona com a titular, malauradament, els últims cinc partits no els va poder jugar a causa d'una normativa que li ho impedia. La següent temporada, amb l'arribada de Paco Herrera a la banqueta, el jugador va deixar d'entrar en els plans de l'equip i va decidir canviar d'aires.

### Córdoba CF
Malgrat debutar amb el primer equip del Celta, l'estiu del 2010 va fitxar pel Córdoba CF per una temporada amb opció a una segona. Es va convertir en el cinquè reforç de l'equip andalús. Amb el Córdoba va disputar 37 partits i va marcar 6 gols en la Segona Divisió. Els problemes econòmics de l'equip andalús van fer que el jugador decidís canviar d'aires.

### AD Alcorcón
L'estiu del 2011, després d'una bona temporada al Córdoba CF, va esdevenir el tercer reforç d'aquell estiu de l'equip madrileny. Amb l'Alcorcón, Oriol Riera va jugar dues promocions d'ascens a Primera Divisió, les dues sense èxit.

### CA Osasuna
El 9 de juliol del 2013, després de la bona campanya amb l'Alcorcón i els divuit gols marcats en trenta-vuit partits, va ser presentat com a nou jugador del CA Osasuna de la Primera Divisió. Va signar un contracte de tres anys amb una clàusula de rescissió de cinc milions d'euros. El 18 d'agost del 2013 va debutar en la Primera Divisió, va començar el partit a la banqueta i va entrar al terreny de joc al minut 66 substituint a Ariel Nuñez. El seu primer gol va ser en la cinquena jornada contra l'Elx CF, va marcar el 2-0 al minut 48. En el seu debut a Primera va disputar 37 dels 38 partits i va marcar 13 gols, malgrat els seus bons números no va poder evitar el descens de l'equip navarrès a la Segona Divisió.

### Wigan Athletic
Després del descens de l'Osasuna a Segona divisió el jugador va fitxar pel Wigan Athletic de la Championship anglesa. L'equip anglès va pagar la seua clàusula de rescissió, de 2,5 milions d'Euros. Va firmar un contracte per tres anys. El 9 d'agost del 2014 va debutar oficialment amb l'equip anglès, va ser en un empat 2 a 2 contra el Reading. El 23 d'agost del 2014, en la quarta jornada, va marcar el seu primer gol amb el Wigan, va ser en una victòria per 1-0 contra el Blackpool FC.

### Deportivo
Durant el mercat d'hivern de la temporada 2014/15 va ser cedit al Deportivo de la Corunya. El 9 de gener del 2015 va debutar amb l'equip gallec, va ser contra el Llevant UE, el jugador va començar el partit a la banqueta i va entrar al terreny de joc en el lloc de José Verdú Nicolás. El 7 de març del 2015, a Riazor va marcar el primer gol en Lliga amb el Depor, va ser en la vint-i-sisena jornada contra el Sevilla CF, de fet, Riera va marcar dos gols aquell partit. Després de la cessió al Deportivo, finalment, l'estiu del 2015 va fitxar definitivament per l'equip gallec.

### Western Sidney Wanderers
L'any 2017 va fitxar per l'equip australià com a agent lliure. Va jugar en aquest equip durant dos anys, on va marcar 24 gols i va tenir un paper força important en l'equip.

### Fuenlabrada
El 2019, com a agent lliure, va firmar pel Fuenlabrada, a la segona divisió espanyola. El 10 d'agost de l'any següent, després d'un sol gol en 35 partits competitius, va anunciar la seva retirada als 34 anys i el desig de seguir vinculat a l'esport com a entrenador.

## Internacional

### Selecció catalana
El 30 de desembre del 2013 va debutar amb la selecció catalana. Va ser en un partit amistós, el Trofeu Catalunya Internacional 2013 contra Cap Verd, en què Riera va marcar un gol. El partit va acabar amb victòria de la selecció catalana per 4 gols a 1.
El 28 de desembre de 2016 va disputar com a suplent amb la selecció catalana el Trofeu Catalunya Internacional 2016, un partit contra la selecció de Tunísia que va acabar en empat 3 a 3 i finalment en victòria tunisenca a la tanda de penals.